# Daniel Germain (professeur)
Ne pas confondre avec Daniel Germain, fondateur du Club des petits déjeuners du Québec.
Pour les articles homonymes, voir Germain.
Daniel, Jean Germain, né le 7 août 1926 et mort le 6 mars 2022 est un professeur des universités spécialisé dans la biologie.

## Biographie
Docteur en médecine, Daniel Germain a été biologiste des Hospices civils de Lyon à compter de 1961. La même année, il crée le laboratoire central d’hématologie et cytogénétique des Hospices civils de Lyon et en est le chef de service jusqu'en 1992.
Parallèlement, il est professeur de médecine à l'université Claude-Bernard Lyon 1. Il devient doyen de la faculté de médecine de la Grange Blanche de 1970 en 1975 avant d'être nommé président de l'université Claude Bernard Lyon 1 de 1976 à 1981,.
Daniel Germain a été administrateur des Hospices civils de Lyon de 1974 à 1981 et président de Commission nationale d’appel pour la qualification en maladies du sang auprès de l'Ordre des médecins de 1987 à 2004,.
Membre titulaire de l'Académie des sciences, belles-lettres et arts de Lyon, il est également membre du conseil d'administration de la Société française d'histoire des hôpitaux.

## Œuvres
Daniel Germain a publié ou copublié plus de 300 articles, communications, et chapitres d’ouvrages médicaux en hématologie clinique et biologique, en pédiatrie, en cytogénétique,.
On peut citer :
- Daniel Germain et Noël Philippe, Cours de biologie : introduction à la biologie humaine, Association corporative des étudiants en médecine de Lyon, 1976, 187 p.
- Meyer-Michel Samama, Daniel Germain et Pierre Kamoun, Précis de Biopathologie. Analyses médicales spécialisées, Lyon, Biomnis, 2008, 799 p. (ISBN 978-2-9530609-0-4)
- Daniel Germain, Cellules sanguines et organes hématopoïétiques, SIMEP, 1981, 351 p. (ISBN 978-2-85334-142-4)

## Distinctions
Daniel Germain s'est vu décerner les distinctions suivantes :
- Officier des Palmes académiques en 1981
- Officier dans l’ordre national du Mérite en 1983 puis Commandeur en 1994[8]
- Officier de la Légion d’honneur en 1996
- Médaille d'or de la Société d'encouragement au progrès en 2009

### Sources
- Notices d'autorité :   - VIAF
  - ISNI
  - BnF (données)
  - IdRef